# Leitzersdorf
Leitzersdorf osztrák község Alsó-Ausztria Korneuburgi járásában. 2021 januárjában 1150 lakosa volt. 

## Elhelyezkedése

Leitzersdorf a Korneuburgi járásban

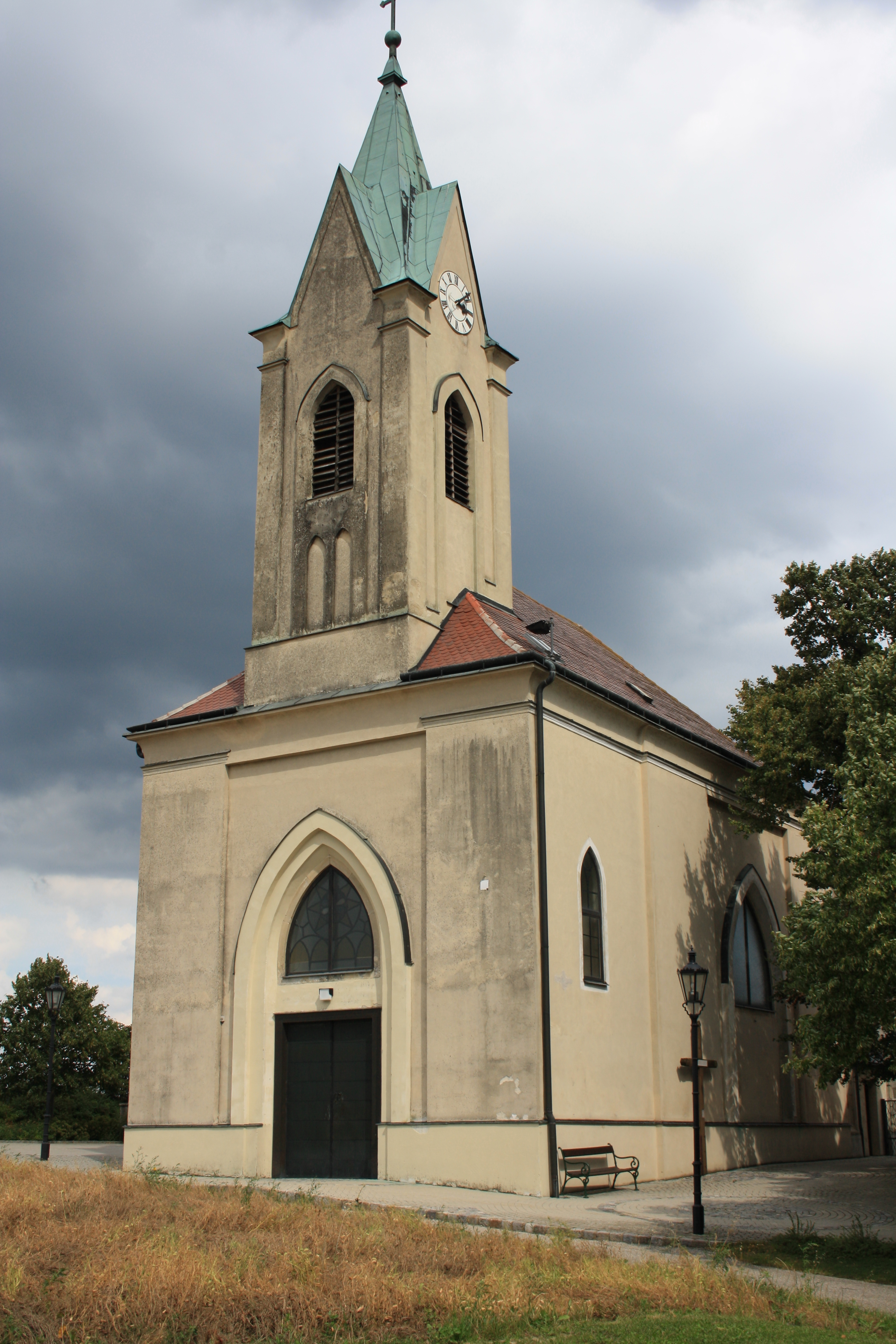
A Szt. Brictius-plébániatemplom

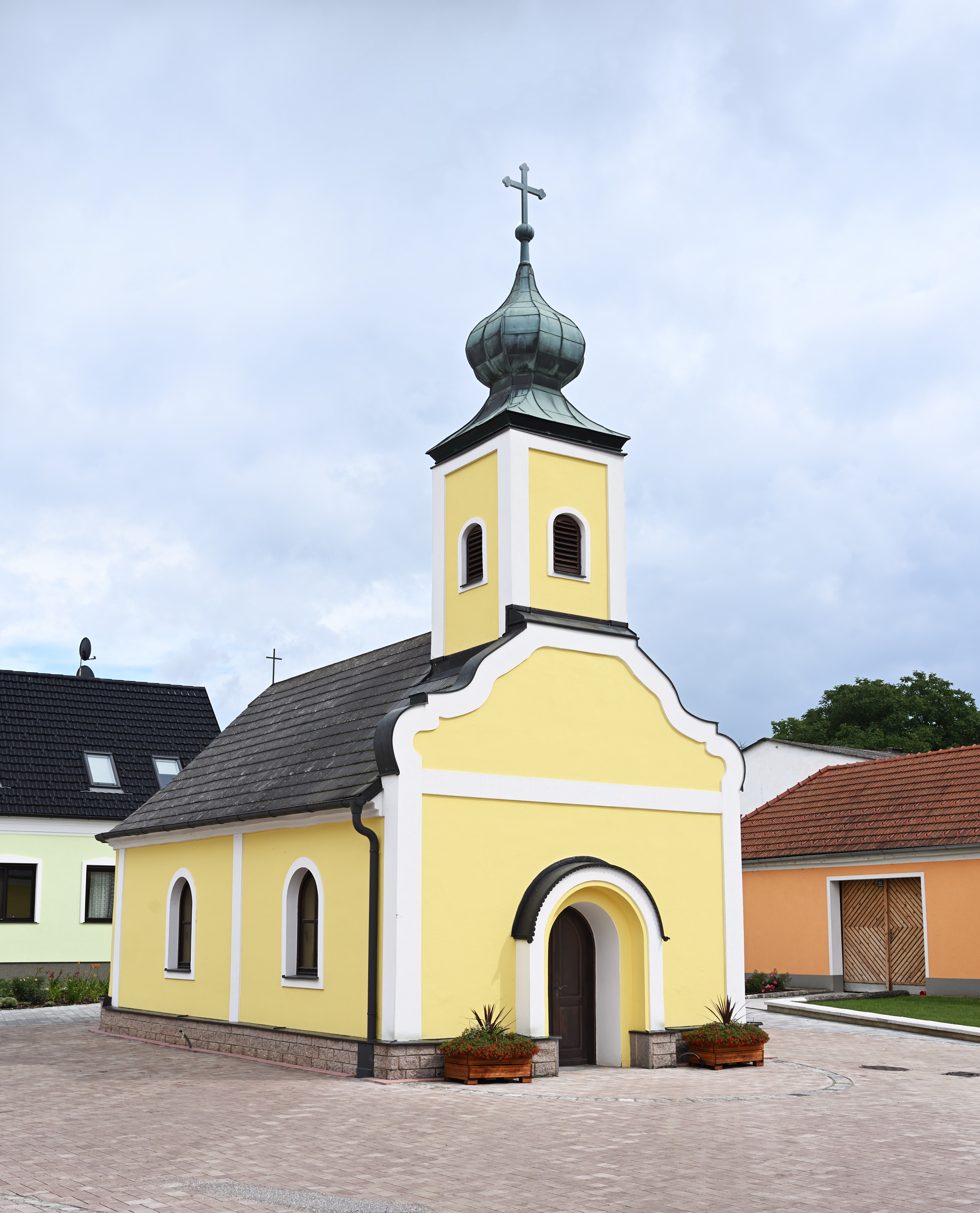
Hatzenbach kápolnája

Leitzersdorf a tartomány Weinviertel régiójában fekszik, a Weinvierteli-dombságon. Legmagasabb pontja a 388 méteres Waschberg a dombság alternatív nevének (Waschbergzone) névadója. Legfontosabb folyóvize a Senningbach. Területének 7,7%-a erdő (részben a Rohrwald erdeje), 82,6% áll mezőgazdasági művelés alatt. Az önkormányzat 5 települést, illetve településrészt egyesít: Hatzenbach (143 lakos 2021-ben), Kleinwilfersdorf (138), Leitzersdorf (620), Wiesen (93) és Wollmannsberg (156). 
A környező önkormányzatok: északkeletre Niederhollabrunn, délkeletre Leobendorf, délre Spillern, délnyugatra Stockerau, északnyugatra Sierndorf.

## Története
Leitzersdorfot 1140-ben említik először, Leucinesdorf formában. Mai neve 1505-ben fordul elő először. 
1484. május 11-én zajlott a leitzersdorfi csata, melynek során III. Frigyes császár csapatai megpróbálták felmenteni a Mátyás magyar király serege által ostromolt Korneuburgot, de vereséget szenvedtek. 

## Lakosság
A leitzersdorfi önkormányzat területén 2021 januárjában 1150 fő élt. A lakosságszám 1923-ben érte el a csúcspontját 1434 fővel, majd a második világháborútól 1000-1200 között ingadozott. 2019-ben az ittlakók 94,9%-a volt osztrák állampolgár; a külföldiek közül 1,4% a régi (2004 előtti), 2,4% az új EU-tagállamokból érkezett. 2001-ben a lakosok 86%-a római katolikusnak, 2,1% evangélikusnak, 8,8% pedig felekezeten kívülinek vallotta magát. Ugyanekkor egy magyar élt a községben; a legnagyobb nemzetiségi csoportot a németek (96,4%) mellett a horvátok alkották 0,8%-kal.  
A népesség változása:

| 2016 | 1 227 |
| 2018 | 1 204 |

## Látnivalók
- a Szt. Jakab-plébániatemplom
- a kleinwilfersdorfi Szt. Brictius-plébániatemplom
- Hatzenbach kápolnája

## Fordítás
- Ez a szócikk részben vagy egészben  a   Leitzersdorf című német Wikipédia-szócikk ezen változatának fordításán alapul.  Az eredeti cikk szerkesztőit annak laptörténete sorolja fel. Ez a jelzés csupán a megfogalmazás eredetét és a szerzői jogokat jelzi, nem szolgál a cikkben szereplő információk forrásmegjelöléseként.